# 吉津新蔵
吉津 新蔵（よしづ しんぞう、1896年（明治29年）6月15日 - 没年不明）は、昭和時代前期の台湾総督府官僚。

## 経歴・人物
熊本県下益城郡に生まれる。
1929年（昭和4年）3月、台湾総督府に奉職し、内務局土木課勤務、内務局庶務主任を経て、1940年（昭和15年）11月、地方理事官に進み、台中市助役に就任する。ついで1942年（昭和17年）5月、高雄州東港郡守に転じた。